# Nesamblyops
Nesamblyops (лат.) — род жужелиц из подсемейства трехин (триба Anillini или ранее в подтрибе Anillina из Bembidiini). Эндемики Новой Зеландии.

## Описание
Мелкие жужелицы (около 2 мм, длина варьирует от 1,2 до 2,3 мм), стройные, блестящие желтовато-коричневые жуки. Глаза сильно редуцированы, состоят из 4—5 фасеток. Голова короткая и широкая, закругленная, усики средней длины. Пронотум округлый, надкрылья округлые без заметных рядов точек, с несколькими длинными щетинками по бокам. Задние крылья рудиментарные. Обитают в низинных, горных и субальпийских влажных лесах (буковые, широколиственные, подокарповые), в густой лиственной подстилке.

## Классификация
Род был впервые выделен в 1937 году французским энтомологом Жаннелем (1879—1965). Род ранее относили к подтрибе Anillina из трибы Bembidiini, позднее к трибе Anillini из подсемейства трехин.
- Nesamblyops brouni Sokolov, 2023 (Новая Зеландия, Южный остров, Кентербери, Южные Альпы, перевал Льюис),
- Nesamblyops carltoni Sokolov, 2023 (Новая Зеландия, Южный остров, Нельсон, Ричмондский хребет, гора Дан)
- Nesamblyops confusus Sokolov, 2023 (Новая Зеландия, Южный остров, Мальборо Саундс, гора Стокс)
- Nesamblyops distinctus Sokolov, 2023 (Новая Зеландия, Южный остров, Мальборо, хребет Ричмонд, долина Фабианс)
- Nesamblyops lescheni Sokolov, 2023 (Новая Зеландия, Южный остров, Мальборо Саундс, остров Д’Юрвиль)
- Nesamblyops oreobius (Broun, 1893) (Новая Зеландия, Северный остров)[6]
- Nesamblyops parvulus Sokolov, 2023 (Новая Зеландия, Южный остров, Мальборо-Саундс, гора Стокс)
- Nesamblyops subcaecus (Sharp, 1886) (Новая Зеландия, Южный остров)
- Nesamblyops tararua Sokolov, 2023 (Новая Зеландия, Северный остров, Веллингтон, хребет Тараруа)
- Nesamblyops townsendi Sokolov, 2023 (Новая Зеландия, Южный остров, Мальборо Саундс, Теннисон Инлет)